# Nebulosa de la Llacuna
Messier 8 o la nebulosa de la llacuna (M8 i NGC 6523) és una nebulosa d'emissió. Es tracta d'una regió HII, un immens núvol d'hidrogen i pols difosa, creat per una supergegant blava, l'estrella 9 Sagitarii de la constel·lació de Sagitari. Es troba a una distància estimada de 4.100 anys llum i és una de les dues nebuloses difoses de formació estel·lar visibles a ull nu. Amb binoculars es pot observar un clar núvol de forma ovalada amb un centre ben definit.

## Història

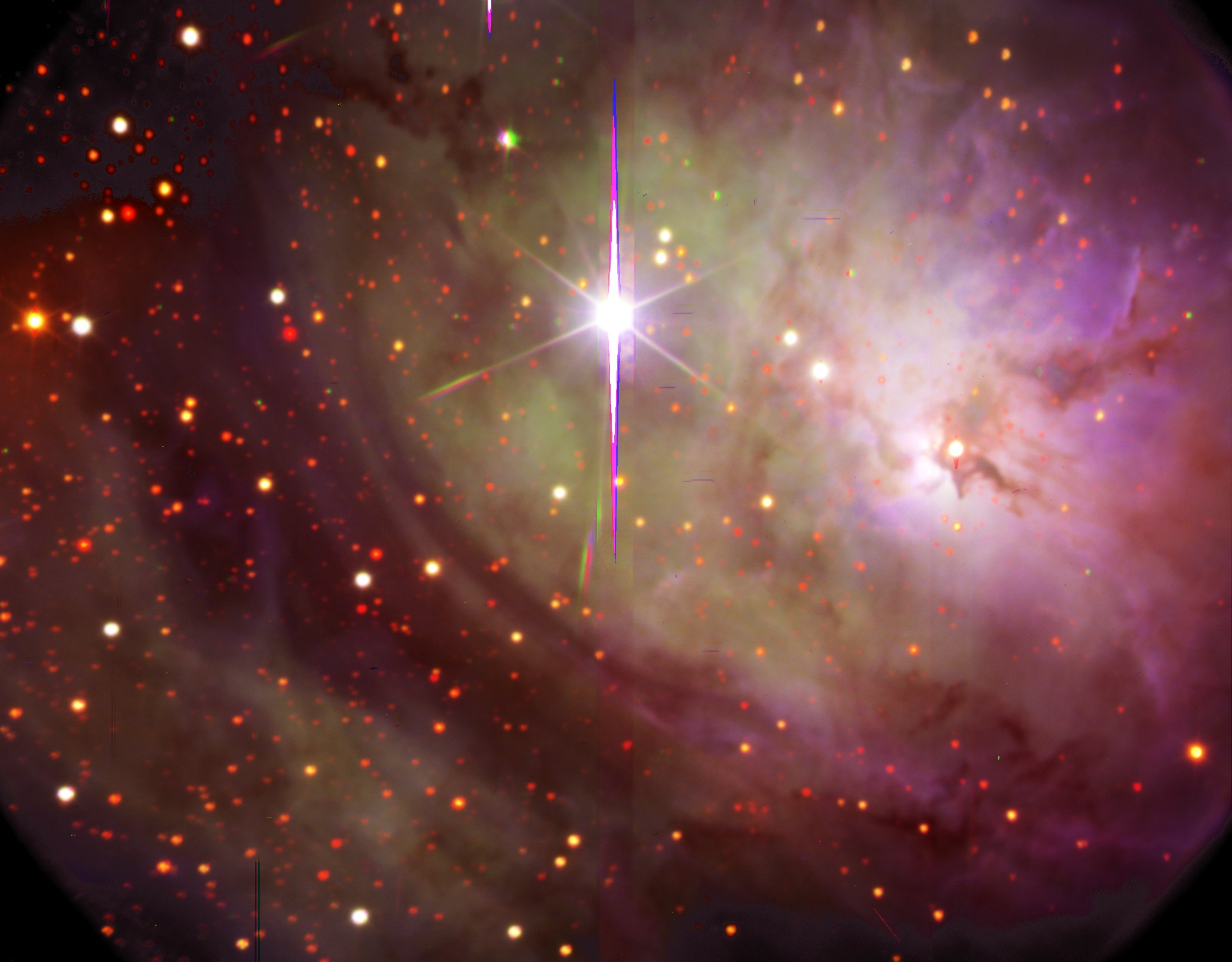
Regió central de la nebulosa de la llacuna, que mostra la nebulosa del rellotge de sorra a la dreta.

La nebulosa va ser descoberta per Guillaume Le Gentil el 1747 i va entrar a formar part del catàleg Messier el 1764. El 1890 Agnes Clerk li va donar el nom de nebulosa de la llacuna. John Herschel descobrí que la regió més brillant de la nebulosa li recordava la forma d'un rellotge de sorra (tot i que no s'ha de confondre amb la nebulosa rellotge de sorra de la constel·lació de la Mosca. Les observacions fetes amb el telescopi espacial Hubble en 1997 van permetre considerar que aquesta era una zona de formació d'estrelles. El 2006 es detectaren els primers objectes Hebig-Haro a la regió del rellotge de sorra de M8, incloent-hi també HH 870. Això la converteix en la primera prova directa de formació estel·lar activa per acreció en M8.

## Situació
La nebulosa de la llacuna es troba a uns 4.100 anys llum de la Terra. S'estén uns 90' per 40' al cel, que correspon a unes dimensions de 110 per 50 anys llum. Conté un nombre de glòbuls de Bok foscos, núvols de material protoestel·lar en procés de col·lapse; els més prominents van ser catalogats per E. E. Barnard amb els nombres B88, B89 i B296.